# Strade Bianche femenina 2017
La 3.ª edición de la Strade Bianche femenina  se disputó el 4 de marzo de 2017 sobre un recorrido de 127 km con inicio y final en la ciudad de Siena, Italia.
La carrera fue parte del UCI WorldTour Femenino 2017 por primera vez 1.WWT. calendario ciclístico de máximo nivel mundial, siendo la primera carrera de dicho circuito.

## Recorrido
La carrera comienza y termina en la ciudad de Siena, realizados en su totalidad en el sur de la provincia de Siena, en la Toscana. La carrera es especialmente conocido por sus caminos de tierra blanca (strade bianche o sterrati).
En total, serán 31 kilómetros los que, divididos en ocho sectores, estén cubiertos de gravilla (sterrati), un porcentaje realmente llamativo en una carrera que se disputa sobre una distancia total de 127 kilómetros.
La carrera termina como en años anteriores en la famosa Piazza del Campo de Siena, después de una estrecha ascensión adoquinada en la Via Santa Caterina, en el corazón de la ciudad medieval, con tramos de hasta el 16% de pendiente.
Sectores de caminos de tierra:
| Número | Nombre                | Km    | Longitud (m) | Categoría     |
| ------ | --------------------- | ----- | ------------ | ------------- |
| 1      | Vidritta              | 11,4  | 2.100        | *             |
| 2      | Bagnaia               | 17    | 4.700        | *             |
| 3      | Radi                  | 27,8  | 4.400        | * · * · *     |
| 4      | Str. Comune di Murlo  | 38,5  | 5.500        | *             |
| 5      | San Martino in Grania | 58,6  | 9.500        | * · * · *     |
| 6      | Monteaperti           | 102,2 | 800          | *             |
| 7      | Colle Pinzuto         | 107,6 | 2.400        | * · * · * · * |
| 8      | Le Tolfe              | 115   | 1.100        | * · * · *     |

## Equipos participantes
Tomaron parte en la carrera 24 equipos de categoría UCI Team Femenino invitados por la organización.
| Equipos femeninos (24)- Alé Cipollini Galassia - Aromitalia Vaiano - Astana Women's Team - BePink Cogeas - Boels Dolmans - BTC City Ljubljana - Canyon Sram Racing - Cervélo Bigla - Cylance Pro Cycling - Drops - FDJ-Nouvelle Aquitaine-Futuroscope - Giusfredi-Bianchi - Hitec Products - Lensworld-Kuota - Orica-Scott - SC Michela Fanini - Servetto Giusta - Sunweb - Team Tibco-Silicon Valley Bank - VéloCONCEPT Women - Top Girls Fassa Bortolo - Valcar PBM - Wiggle High5 - WM3 Pro Cycling |
| |

## Clasificaciones finales
- Las clasificaciones finalizaron de la siguiente forma:[3]

### Clasificación general
| \| Clasificación general \| Clasificación general \| Clasificación general \| Clasificación general \| Clasificación general \| \| Ciclista \| Ciclista \| Equipo \| Tiempo \| \| \| --------------------- \| --------------------- \| ---------------------------------- \| --------------------- \| --------------------- \| \| 1.ª \| Elisa Longo Borghini \| Wiggle High5 \| 3 h 44 min 45 s \| \| \| 2.ª \| Katarzyna Niewiadoma \| WM3 \| + 2 s \| \| \| 3.ª \| Lizzie Deignan \| Boels Dolmans \| + 5 s \| \| \| 4.ª \| Lucinda Brand \| Sunweb \| + 8 s \| \| \| 5.ª \| Annemiek van Vleuten \| Orica-Scott \| + 9 s \| \| \| 6.ª \| Shara Gillow \| FDJ-Nouvelle Aquitaine-Futuroscope \| + 12 s \| \| \| 7.ª \| Katrin Garfoot \| Orica-Scott \| + 18 s \| \| \| 8.ª \| Amanda Spratt \| Orica-Scott \| + 36 s \| \| \| 9.ª \| Cecilie Uttrup Ludwig \| Cervélo Bigla \| + 1 min 06 s \| \| \| 10.ª \| Elena Cecchini \| Canyon-SRAM Racing \| + 1 min 06 s \| \| |                       |                                    |                 |
| |                       |                                    |                 |
| Fuente: ProCyclingStats |                       |                                    |                 |
| Clasificación general |                       |                                    |                 |
| Ciclista | Ciclista              | Equipo                             | Tiempo          |
| 1.ª | Elisa Longo Borghini  | Wiggle High5                       | 3 h 44 min 45 s |
| 2.ª | Katarzyna Niewiadoma  | WM3                                | + 2 s           |
| 3.ª | Lizzie Deignan        | Boels Dolmans                      | + 5 s           |
| 4.ª | Lucinda Brand         | Sunweb                             | + 8 s           |
| 5.ª | Annemiek van Vleuten  | Orica-Scott                        | + 9 s           |
| 6.ª | Shara Gillow          | FDJ-Nouvelle Aquitaine-Futuroscope | + 12 s          |
| 7.ª | Katrin Garfoot        | Orica-Scott                        | + 18 s          |
| 8.ª | Amanda Spratt         | Orica-Scott                        | + 36 s          |
| 9.ª | Cecilie Uttrup Ludwig | Cervélo Bigla                      | + 1 min 06 s    |
| 10.ª | Elena Cecchini        | Canyon-SRAM Racing                 | + 1 min 06 s    |

## UCI WorldTour Femenino
La Strade Bianche femenina otorga puntos para el UCI WorldTour Femenino 2017, incluyendo a todas las corredoras de los equipos en las categorías UCI Team Femenino. Las siguientes tablas muestran el baremo de puntuación y las 10 corredoras que obtuvieron más puntos:
| Posición   | 1.ª | 2.ª | 3.ª | 4.ª | 5.ª | 6.ª | 7.ª | 8.ª | 9.ª | 10.ª | 11.ª | 12.ª | 13.ª | 14.ª | 15.ª | 16.ª | 17.ª | 18.ª | 19.ª | 20.ª |
| Puntuación | 120 | 100 | 85  | 70  | 60  | 50  | 40  | 35  | 30  | 25   | 20   | 18   | 16   | 14   | 12   | 10   | 8    | 6    | 4    | 2    |

| 1.ª  | Elisa Longo Borghini  | Wiggle High5                       | 120 |
| 2.ª  | Katarzyna Niewiadoma  | WM3                                | 100 |
| 3.ª  | Elizabeth Deignan     | Boels Dolmans                      | 85  |
| 4.ª  | Lucinda Brand         | Sunweb                             | 70  |
| 5.ª  | Annemiek van Vleuten  | Orica-Scott                        | 60  |
| 6.ª  | Shara Gillow          | FDJ Nouvelle Aquitaine Futuroscope | 50  |
| 7.ª  | Katrin Garfoot        | Orica-Scott                        | 40  |
| 8.ª  | Amanda Spratt         | Orica-Scott                        | 35  |
| 9.ª  | Cecilie Uttrup Ludwig | Cervélo-Bigla                      | 30  |
| 10.ª | Elena Cecchini        | Canyon SRAM Racing                 | 25  |